# Álvaro Barreto
Pour les articles homonymes, voir Barreto.
Álvaro Roque de Pinho Bissaia Barreto, né le 1er janvier 1936 à Lisbonne et mort le 10 février 2020 dans la même ville, est un ingénieur, entrepreneur et homme politique portugais membre du Parti social-démocrate (PPD/PSD).
Entre 1978 et 2005, il occupe cinq postes ministériels différents dans sept gouvernements.

## Biographie

### Formation et débuts professionnels
Álvaro Barreto obtient sa licence en génie civil à l'Institut supérieur technique (IST) de l'université technique de Lisbonne (UTL) en 1959.
Il est alors recruté comme chef de projet industriel à Profabril, une société du groupe chimique CUF. Il y reste jusqu'en 1969, année de sa nomination au poste de directeur administratif des chantiers navals Lisnave de Lisbonne. Il devient administrateur des chantiers navals Setenave de Setúbal entre 1972 et 1974.

### Premier passage au gouvernement
Le 22 novembre 1978, Álvaro Barreto est nommé à 42 ans ministre de l'Industrie et de la Technologie dans le gouvernement d'initiative présidentielle de Carlos Mota Pinto. Il exerce cette responsabilité jusqu'à la chute du cabinet, le 1er août 1979. Il s'éloigne alors du monde politique en prenant la présidence du conseil de gestion de TAP Air Portugal.

### Retour durable au pouvoir
Dès le 3 janvier 1980, Álvaro Barreto revient au gouvernement, afin d'occuper les fonctions de ministre de l'Industrie et de l'Énergie dans le cabinet de coalition formé par le libéral Francisco Sá Carneiro.
Pour les élections législatives du 5 octobre 1980, il est investi tête de liste de la coalition Alliance démocratique (AD) dans le district de Viseu, se voyant ainsi élu député à l'Assemblée de la République.
Le 9 janvier 1981, Francisco Pinto Balsemão succède à Sá Carneiro, décédé peu avant, et constitue un nouvel exécutif dans lequel Barreto prend les fonctions nouvellement créés de ministre de l'Intégration européenne. Ce poste est toutefois supprimé dès la formation du second gouvernement Balsemão le 4 septembre suivant, dont il ne fait plus partie.

### Un long mandat au ministère de l'Agriculture
Bien qu'Álvaro Barreto ne soit pas réélu député aux élections anticipées de 1983, il est choisi par le PPD/PSD comme ministre du Commerce et du Tourisme dans le gouvernement de grande coalition du socialiste Mário Soares le 9 juin. À l'occasion du remaniement du 17 octobre 1984, il prend les fonctions de ministre de l'Agriculture.
Dans le cadre des élections législatives anticipées du 6 octobre 1985, il prend la tête de liste des libéraux dans le district de Beja, où il se trouve le seul élu du PPD/PSD. Le 6 novembre suivant, à 49 ans, il devient ministre de l'Agriculture, de la Pêche et de l'Alimentation du premier cabinet du libéral Aníbal Cavaco Silva. Avec Mário Raposo et João de Deus Pinheiro, ils sont les seuls ministres à avoir également participé à la grande coalition.
Il est réélu député de Beja au cours des élections législatives anticipées du 19 juillet 1987, n'obtenant qu'un seul siège pour la liste du Parti social-démocrate. Il est confirmé le 17 août dans ses fonctions ministérielles.

### Passage au second plan de la politique
Álvaro Barreto est finalement relevé de ses responsabilités à l'occasion du remaniement ministériel opéré par Cavaco Silva le 5 janvier 1990. Il change ensuite de circonscription électorale pour les élections législatives du 6 octobre 1991, occupant en effet la septième place sur la liste du PPD/PSD dans le district de Lisbonne. Il prend alors la présidence de la commission des Affaires étrangères, des Communautés portugaises et de la Coopération.
Il change à nouveau de territoire électoral dans le cadre des élections législatives du 1er octobre 1995 : son parti le choisit en effet comme tête de liste dans le district de Castelo Branco, pour affronter le secrétaire général du Parti socialiste António Guterres mais sa liste n'arrive qu'en deuxième position, avec deux députés sur cinq à pourvoir. En conséquence aux élections législatives du 10 octobre 1999, il est investi deuxième de la liste du district de Lisbonne, juste derrière le président du PPD/PSD José Manuel Durão Barroso.

### Dernier portefeuille ministériel en 2004
Rétrogradé à la troisième place de la liste de Lisbonne aux élections législatives anticipées du 17 mars 2002, Álvaro Barreto est réélu une dernière fois à l'Assemblée de la République. Il y prend alors la présidence de la commission de l'Agriculture, du Développement rural et de la Pêche.
Le 17 juillet 2004, à 68 ans, Álvaro Barreto est nommé ministre d'État, ministre des Activités économiques et du Travail dans le gouvernement de coalition formé par le maire de Lisbonne Pedro Santana Lopes après la nomination de Durão Barroso à la présidence de la Commission européenne. L'instabilité de cette nouvelle équipe conduit à l'organisation des élections législatives anticipées du 20 février 2005, auxquelles il ne postule pas. Il quitte son ministère le 12 mars 2005 et met ainsi un terme à sa carrière politique.

### Mort
Álvaro Barreto meurt le 10 février 2020 à l'âge de 84 ans.

### Vie privée
Álvaro Barreto a été marié deux fois.[réf. nécessaire]